# 김연선
김연선(1970년 6월 16일~)은 대한민국의 KBS 아나운서이다.

## 경력
- 입사 : 1995년 KBS 제21기 공채 KBS 아나운서 (KBS대구방송총국 근무)
- 1995년 KBS대전방송총국 아나운서

## 방송 진행

### TV
- KBS 네트워크
- KBS 뉴스네트워크
- KBS 뉴스광장
- 아침마당 대전

### 라디오
- KBS대전 제1라디오 《생방송 대전입니다》
- KBS대전 제1라디오 《835정보센터》
- KBS대전 제1라디오 《5시N 대.세.남》
- KBS대전FM 《팝브런치》